# Rigel V (traghetto)
Il Rigel V è un traghetto appartenente alla compagnia di navigazione Ventouris Ferries.

## Servizio
Varato il 16 giugno 1992 nei cantieri navali giapponesi Mitsubishi Heavy Industries di Shimonoseki per la Marine Express Co. con il nome di Pacific Express per la compagnia giapponese Marine Express Co. e venendo consegnato il 12 novembre successivo, entra in servizio sulla Kawasaki-Hyūga il 20 novembre e dall'anno successivo in coppia con il gemelloPhoenix Express.
Nel 1994 presta servizio sulla Kawasaki-Miyazaki e successivamente sulla Kawasaki-Kōchi-Miyazaki e sulla Kawasaki-Nachikatsuura-Hyūga. fino al 2002. 

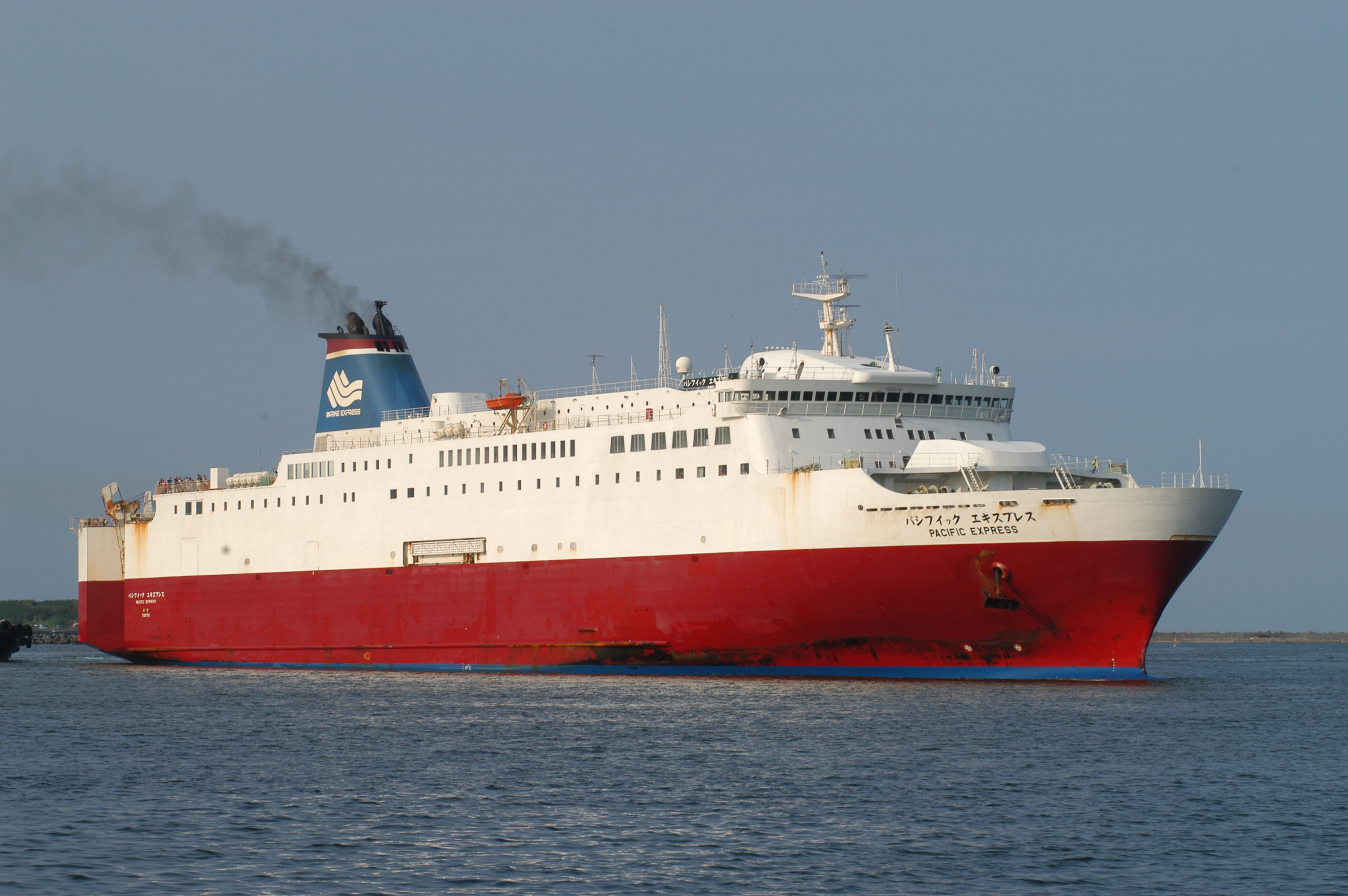
L'allora Pacific Express a Miyazaki nel 2003.

Il 15 giugno 2005 la Marine Express fallisce a causa dei numerosi debiti viene quindi posta in liquidazione. Sebbene parte delle flotta  venne integrata in quella della neonata Miyazaki Car Ferry, il Pacific Express non venne preso dalla nuova compagnia e fu venne posto in disarmo a Wakayama e messo in vendita. 
Il 28 novembre 2005 viene ceduto alla Fuji Maritime SA, con cui tuttavia non entrerà mai in servizio, venendo venduto di nuovo nel febbraio del 2006 alla sudcoreana Han Kook Capital Co. Ltd, issando bandiera sudcoreana, venendo ribattezzato KC Rainbow ed entrando in servizio sotto le insegne della C&Cruise (Yellow Sea Ferries) a partire dal 21 dicembre 2005 sui collegamenti tra Pyeongtaek e Rizhao. 
Nell'aprile del 2010 viene venduto alla coreana Grand Ferry, che lo ribattezza Seco Maru e lo inserisce sulla Busan-Kitakyūshū. 

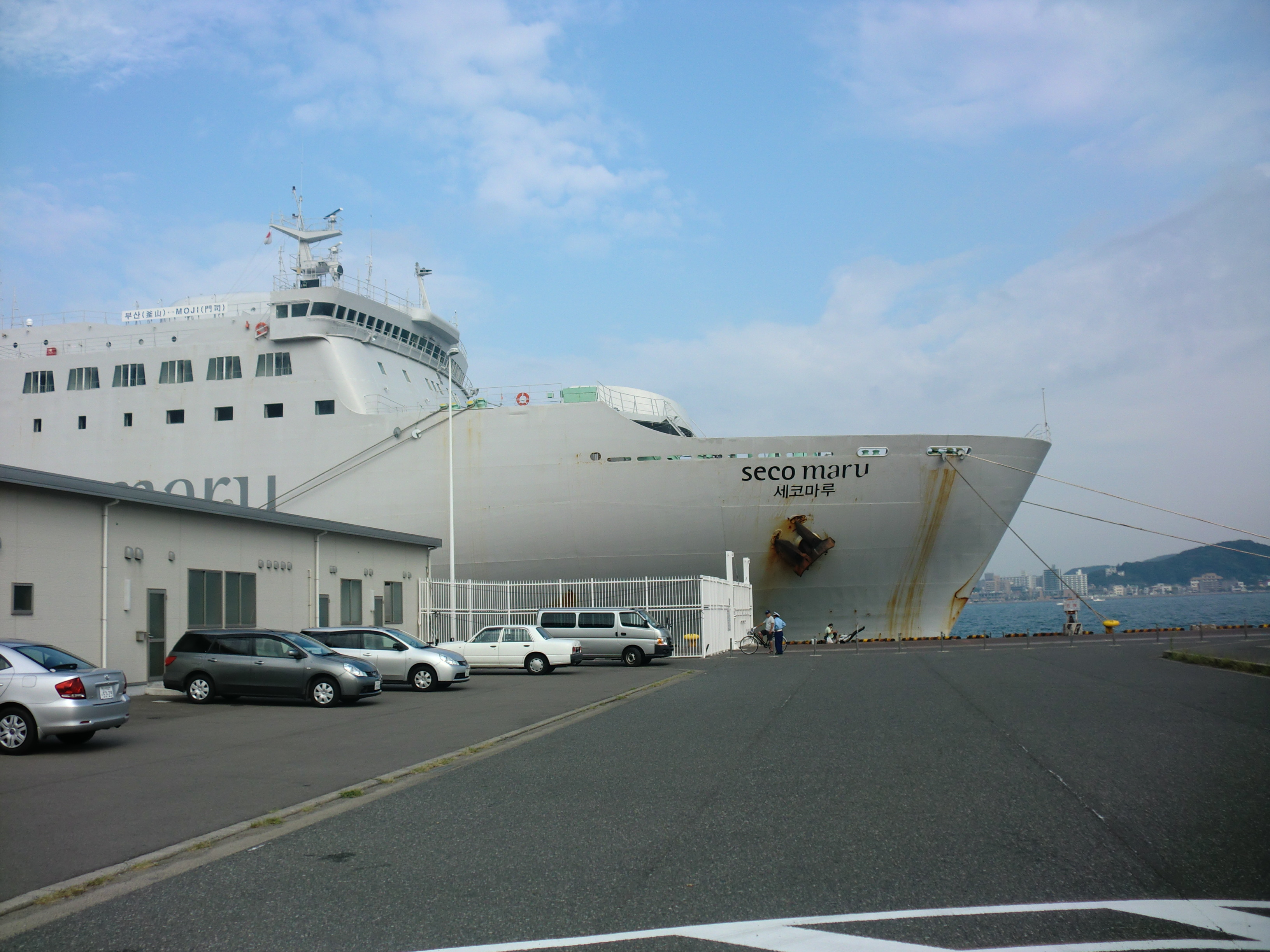
L'allora Seco Maru ormeggiato a Mojihang nel 2010.

Nel dicembre 2013 viene venduto alla cinese Rizhao Haitong Ferry che lo ribattezza Ri Zhao Dong Fang, entrando di nuovo in servizio sulla Pyeongtaek-Rizhao. 
Nell'ottobre del 2015 viene ceduto alla società messicana Desiree Marince Co. e ribattezzato Baja Star per la Baja Ferries, entrando in servizio solo dopo aver effettuato lavori di adeguamento alla nuova linea presso Qingdao, lasciando la Cina a marzo 2016 e giungendo poche settimane dopo in Messico, in seguito ad uno scalo a Yokohama.  
Arrivato a maggio 2016 in Messico, entra in servizio sulla La Paz-Mazatlán, nel golfo di California, in sostituzione del vecchio traghetto La Paz Star.
Posta in disarmo a fine 2018, viene noleggiato alla francese La Méridionale con l'intenzione di impiegarlo sui collegamenti tra Marsiglia e la Corsica, ma poco prima dell'ufficialità l'accordo salta, venendo noleggiato ad un'altra compagnia e sostituito sulla propria linea dal Mexico Star.
Nel dicembre del 2019, torna in flotta successivamente alla vendita del California Star, e torna ad operare sulla La Paz - Mazatlán fino al 27 luglio 2023, quando viene posta in disarmo e messa in vendita. 
A dicembre 2023 viene ceduta alla compagnia greca Ventouris Ferries, partendo dal Messico il 26 dicembre verso il canale di Panama, che attraverserà il 13 gennaio dopo aver sostato diversi giorni in rada.Il 15 gennaio, terminato l'attraversamento del canale, salpa da Limon Bay verso la Grecia, eseguendo una sosta dal 25 al 28 gennaio a Las Palmas, ed arrivando a Perama il 2 febbraio 2024. 
A Perama viene sottoposto ad intensi lavori di ammodernamento e manutenzione durante il corso del 2024, montando livrea Ventouris Ferries, issando bandiera cipriota e venendo ribattezzato Rigel V.
A febbraio 2025 parte per Bari, entrando in servizio sulla Bari-Durazzo.

## Navi gemelle
- Mega Express Five (ex Phoenix Express)